# Agudo (kommun i Brasilien)
Agudo är en kommun i Brasilien.   Den ligger i delstaten Rio Grande do Sul, i den södra delen av landet, 1 600 km söder om huvudstaden Brasília. Antalet invånare är 16 729.
Följande samhällen finns i Agudo:
- Agudo

I omgivningarna runt Agudo växer i huvudsak städsegrön lövskog. Runt Agudo är det ganska glesbefolkat, med 22 invånare per kvadratkilometer.